# Zastawa stołowa

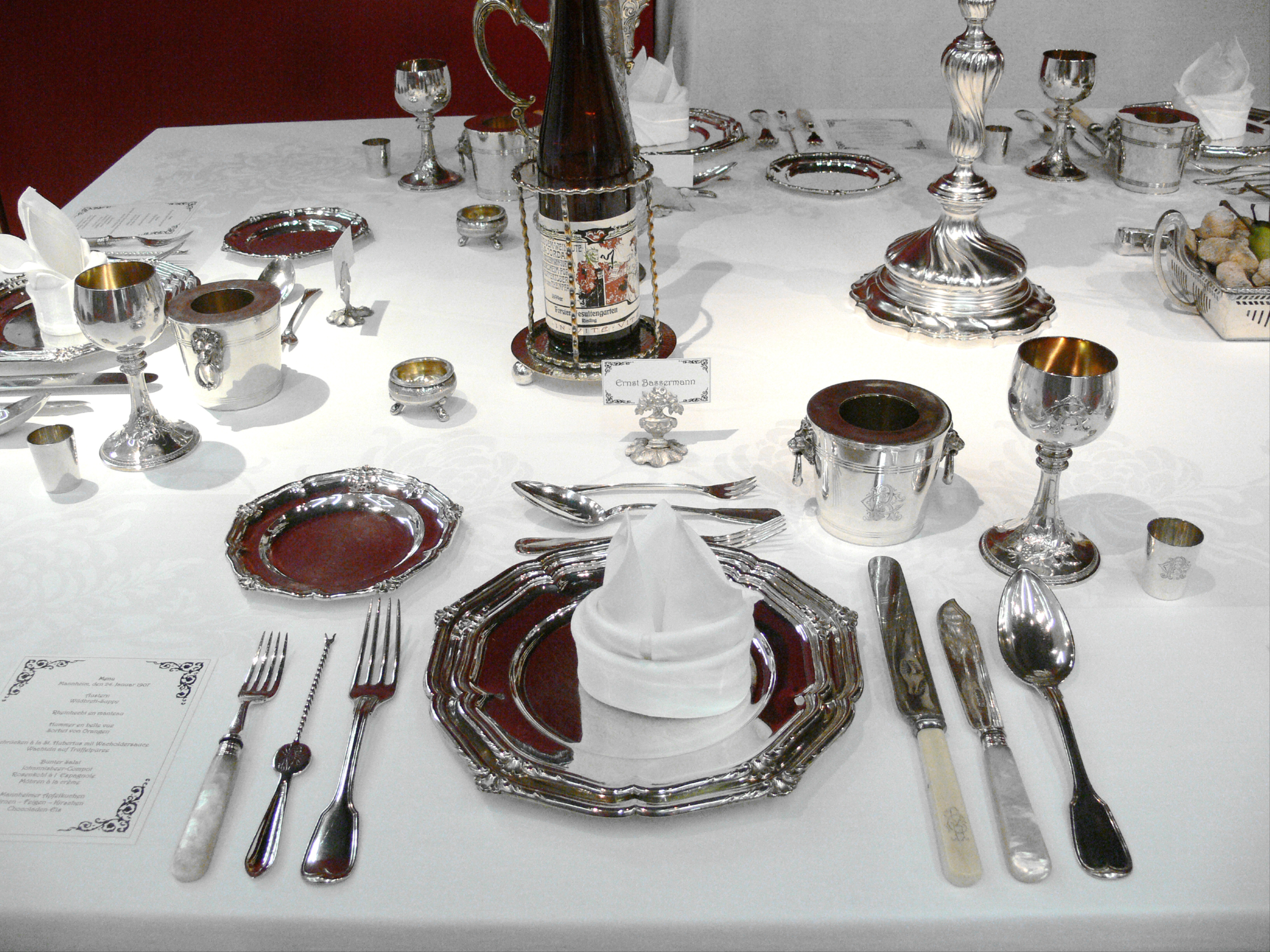
Przykładowa zastawa stołowa

Zastawa stołowa – wszystkie naczynia i sztućce używane podczas posiłków, służące zarówno do spożywania, jak i podawania potraw oraz napojów. Niezaliczane są do niej naczynia kuchenne, służące do przygotowywania posiłków. Skład zastawy stołowej może się różnić w zależności od kręgu kulturowego i zależy od rodzaju i ilości serwowanych potraw.

## Zastawa stołowa w kulturze europejskiej
Współcześnie w europejskim kręgu kulturowym każdy ze spożywających posiłek ma do dyspozycji przeznaczone wyłącznie dla niego naczynia i sztućce. Są to przede wszystkim różnego rodzaju talerze (głębokie do zupy, duże i płytkie do dań głównych, mniejsze na przystawki czy sałatę oraz talerzyki deserowe), naczynia na napoje (kieliszki, szklanki, filiżanki, do codziennego użytku także kubki) oraz sztućce takie jak łyżki, noże i widelce. 
Prócz tego w skład zastawy stołowej wchodzą naczynia używane do serwowania potraw: wazy, różnego rodzaju półmiski i miski (salaterki i kompotiery). Do podawania napojów służą karafki i dzbanki. Istnieją także specjalne sztućce używane do nakładania potraw oraz naczynia na dodatki i przyprawy, jak sosjerki, maselniczki, solniczki, octowniki czy musztardniczki.
Skład zastawy stołowej zależy od rodzaju posiłku i oraz ilości i rodzaju spożywanych podczas niego potraw; inne naczynia i sztućce są używane podczas obiadu, inne podczas podwieczorku. Często istnieją także różnice między prostszą (zarówno pod względem wzornictwa jak i zróżnicowania naczyń i sztućców) zastawą używaną na co dzień a tą, która jest stawiana na stole podczas przyjmowania gości, a szczególnie podczas uroczystych przyjęć.
Tradycyjnie, zastawa stołowa stosowana podczas danego posiłku powinna stanowić komplet, w przypadku naczyń zwany serwisem. Serwisy oraz komplety sztućców są sprzedawane w ilości przeznaczonej dla 6, 12 albo 24 osób (liczby te są pochodnymi tuzina).